# Фундаментальная матрица
Фундамента́льная ма́трица системы линейных однородных дифференциальных уравнений — матрица, столбцы которой образуют фундаментальную систему решений этой системы .
Фундаментальная матрица, нормированная в точке {\displaystyle t_{0}}, выделяется из множества всех фундаментальных матриц {\displaystyle \ F(t)} данной системы условием {\displaystyle F(t_{0})=E}, где {\displaystyle E} — единичная матрица, и называется матрицант. 
Определитель фундаментальной матрицы {\displaystyle F(t)} называется её вронскианом и обозначается {\displaystyle W_{F}(t)}. Важное свойство вронскиана фундаментальной матрицы состоит в том, что он не обращается в нуль ни в одной точке.

## Критерий фундаментальности
Наряду с линейной однородной системой дифференциальных уравнений 
{\displaystyle {\dot {x}}=A(t)x,\qquad \ \ \ (1)}
рассмотрим соответствующее матричное уравнение
{\displaystyle {\dot {X}}=A(t)X,\qquad (2)},
в котором {\displaystyle X=X(t)} — неизвестная квадратная матрица.
Теорема. Заданная матрица-функция {\displaystyle X=F(t)} является фундаментальной матрицей линейной системы дифференциальных уравнений (1), если и только если, она является решением матричного уравнения (2) и имеет в некоторой (произвольной) точке ненулевой определитель.
Доказательство. Заметим, что матрица-функция {\displaystyle X=F(t)} будет решением матричного уравнения (2) в том и только том случае, когда любой её столбец {\displaystyle \varphi _{k}} является решением линейной однородной системы (1). Действительно, равенство столбцов с номером {\displaystyle k} в левой и правой части матричного уравнения (2) имеет вид {\displaystyle \varphi '_{k}(t)=A(t)\varphi _{k}(t)}, что совпадает с линейной однородной системой (1). Теперь сформулированный критерий вытекает из определений и упомянутого выше свойства вронскиана, поскольку линейная независимость столбцов матрицы эквивалентна отличию определителя этой матрицы от нуля.